# Zhang Qiongyue
Zhang Qiongyue (en chino: 张琼月, 12 de marzo de 2004) es una deportista china que compite en tiro, en la modalidad de rifle.
Participó en los Juegos Olímpicos de París 2024, obteniendo una medalla de bronce en la prueba de rifle 3 posiciones 50 m. Ganó una medalla de oro en el Campeonato Mundial de Tiro de 2022, en la misma prueba.

## Palmarés internacional
| Juegos Olímpicos   | Juegos Olímpicos  | Juegos Olímpicos  | Juegos Olímpicos        |
| Año                | Lugar             | Medalla           | Prueba                  |
| ------------------ | ----------------- | ----------------- | ----------------------- |
| 2024               | París (Francia)   | Medalla de bronce | Rifle 3 posiciones 50 m |
| Campeonato Mundial |                   |                   |                         |
| Año                | Lugar             | Medalla           | Prueba                  |
| 2023               | Bakú (Azerbaiyán) | Medalla de oro    | Rifle 3 posiciones 50 m |